# Guess Who
Guess Who – studyjny album B.B. Kinga wydany w roku 1972.

## Lista utworów
| 1.  | "Summer in the City"                | 3:21  |
|     |                                     |       |
| 2.  | "Just Can't Please You"             | 4:30  |
|     |                                     |       |
| 3.  | "Any Other Way"                     | 4:30  |
|     |                                     |       |
| 4.  | "You Don't Know Nothin' About Love" | 4:17  |
|     |                                     |       |
| 5.  | "Found What I Need"                 | 2:50  |
|     |                                     |       |
| 6.  | "Neighbourhood Affair"              | 3:15  |
|     |                                     |       |
| 7.  | "It Takes a Young Girl"             | 3:23  |
|     |                                     |       |
| 8.  | "Better Lovin' Man"                 | 4:40  |
|     |                                     |       |
| 9.  | "Guess Who"                         | 4:05  |
|     |                                     |       |
| 10. | "Shouldn't Have Left Me"            | 4:00  |
|     |                                     |       |
| 11. | "Five Long Years"                   | 5:19  |
|     |                                     |       |
|     |                                     | 44:10 |
|     |                                     |       |

## Pozostali muzycy
- B.B. King – gitara prowadząca, wokal
- Milton Hopkins – gitara prowadząca
- Cornell Dupree – gitara rytmiczna
- Wilbert Freeman – gitara basowa
- Jerry Jemmott – gitara basowa
- Ron Levy – pianino
- Frank Owens – pianino
- V. S. Freeman – perkusja
- Bernard Purdie – perkusja
- Joseph Burton – puzon
- Garnett Brown – puzon
- Edward Rowe – trąbka
- Ernie Royal – trąbka
- Steve Madaio – trąbka
- Earl Turbinton – saksofon tenorowy
- Bobby Forte – saksofon tenorowy
- Gene Dinwiddie – saksofon tenorowy
- Trevor Lawrence – saksofon tenorowy
- Louis Hubert – saksofon barytonowy
- Howard Johnson – saksofon barytonowy
- David Sanborn – saksofon altowy